# Anthony Scaramozzino
Anthony Scaramozzino (Nizza, 30 aprile 1985) è un ex calciatore francese, di ruolo difensore.

## Palmarès

### Club
- Supercoppa di Cipro: 1

Omonia: 2012